# Блок, Наталья Игоревна
Наталья Игоревна Блок — украинская драматургесса, художница-концептуалистка.

## Биография
Живет и работает в Херсоне. Постоянный участник всеукраинских и международных фестивалей, которые объединяют современных драматургов и художников.

## Творческая хроника
2002 Автор пьесы «А есть ли женщины», презентация на фестивале современного искусства «TERRA FUTURA»
2003 Автор пьесы «Счастье в детях»
2007 Автор видео-арта «Мама и Папа», презентация на фестивале современного искусства «TERRA FUTURA»
2008 Автор эпизода в вербатиме «Молодость старость», презентация на фестивале «Лютый-Февраль», организованного центром имени Вс. Мейерхольда, режиссёр Андрей Май
2009 Инсталляция «Геноличильник», презентация на фестивале «ГОГОЛЬФЕСТ»
2009 Автор пьесы «Чалдфри»
2009 Автор и режиссёр спектакля «Эмо тру», презентация на фестивале «Лютый-Февраль»
2013 Автор пьес «Мясо», «Зона»
2013 Автор пьесы «Г. Херсон»
2013 Автор фото-проекта «Один день няни», презентация на фестивале «TERRA FUTURA»
2013 Автор фильма «Красота», презентация на фестивале «Херсон-Документ: Туда или обратно»
2014 Автор пьесы «Улица Декабристов», презентация на фестивале «Тиждень актуальної п'єси»
2014 Автор пьесы «Опарыши», презентация на фестивале «Любимовка» (г. Москва)
2014 Автор видео-арта «Невероятная жизнь одиноких детей», представленный в киноальманахе «Странное»
2014 Автор пьесы «Любов сильніше», презентация на конкурсе пьес «Драмма ЮА»
2015 Режиссёр спектакля «Тыжемать» (в соавторстве с Мариной Усмановой), презентация на фестивале Равенства
2015 Автор пьесы «Не щади», презентация на фестивале «Лютый-Февраль»
2015 Автор видео-арта «Странная девушка и инопланетянин Жан-Поль», презентация в Национальном музейном комплексе Мыстецкий арсенал
2015 Автор документального фильма «66 %»
2015 Участник выставки «Над Богом», автор медиа-арта «Два Шевченко и машина времени», «Алина и Адольф», «Сюжет» в соавторстве со Стасом Волязловским
2015 Автор пьесы и постановщик спектакля «Стигма», г. Херсон
2016 Участник фестиваля НХШ: Сайнс Арт., выставка в Ермилов Центре, автор проекта «Postfood», инсталляция с Группой низких температур
2016 Автор видео-арта «Оливье», презентация на спектакле «Не снимай меня с дерева»
2016 Автор пьесы «Фото-Топлес», была поставлена в театре Дах, режиссёр Юрий Сушко
2016 Автор пьесы «Свое-Чужое», представлена на международном драматургическом конкурсе «Ремарка»

## Другая деятельность
Феминистка, Вместе с Мариной Усмановой основала феминистическую организацию «Иная».